# Sofia Anna Palm de Rosa
Sofia Anna Palm de Rosa (født i 25. december 1859 i Stockholm, død 2. maj 1924 Italien) var en svensk kunstner og landskabsmaler.
Palm de Rosa var datter af professor Gustaf Wilhelm Palm. Hendes barndomshjem var på børnehjemmet Trädgårdsgatan 19 (nu Olof Palmes gata). Hjemmet var samlingssted for en stor kreds af kunstnervenner. Allerede i sine tidlige teenageår modtog Anna privatundervisning af sin far, der var hof- og landskabsmaler. I 1885 opholdt hun sig i Skagen og var sammen med kunstnerkolonien der og malede Et l'hombre-parti på Brøndums Hotel, der nu er på Skagens Kunstmuseer.
Anna Palm var i løbet af 1890'erne en af Sveriges mest populære kunstnere. Hun malede altid idylliske motiver mest i akvarel, og hendes motiver var Stockholms og Bohusläns skærgård samt fra Frankrig og Italien med mennesker og heste i landskaberne . Hun malede også jule- og postkort. Hun udstillede på Royal Academy i London i 1885 og 1887 og derefter på en lang række udstillinger. Hendes sidste udstilling var Den baltiske Udstilling i Malmø i 1914.
Nytårsaften 1895 forlod hun Sverige for at bosætte sig først i Paris og et år senere i Italien. Under et besøg i Capri mødte hun sin kommende mand, infanteriløjtnant Alfredo de Rosa, som hun giftede sig i 1901. Efter at være flyttet til Italien fortsatte hun med at male motiver fra Stockholm, som hun lavede efter fotografier af  Frans Gustaf Klemming.

## Gallery
- Et l'hombre-parti på Brøndums Hotel, 1885, Skagens Kunstmuseer
- Trafik på Stockholms strøm (Stockholm, 1890)
- Högklint Cliff, Gotland (1891)
- Det gamle operahus fra Helgeandsholmen (Stockholm, 1892)
- Fartbøde, Bois de Boulogne (Paris)
- Mare and her foal (Madonna dell Arco, 1908)